# Maria Magdalenakerk (Maasland)
De Maria Magdalenakerk is een rooms-katholieke kerk in de plaats Maasland, in de Nederlandse provincie Zuid-Holland. 
Deze kerk verving een rond 1750 gebouwde eenvoudiger kerk met een lagere toren op deze locatie, toentertijd buiten de dorpskom. Rondom de kerk lagen weilanden en tuinderijen. In 1886 werd de oude kerk afgebroken.
Architect Evert Margry (een leerling van Pierre Cuypers) ontwierp een driebeukige pseudobasiliek in neogotische stijl, met een hoge toren boven de ingang. Deze kerk is volgens het plan van de Rooms-katholieke Kerk van Sappermeer. De kosten van de bouw bedroegen fl. 47.478. Op 1 juni 1886 werd de eerste steen gelegd door Mgr. H.L. Spoorman, de deken van Delft. Op 11 juli 1887 werd de kerk door bisschop C.J.M. Bottemanne geconsacreerd. De kerk werd gewijd aan Maria Magdalena, aan wie ook de Oude Kerk van Maasland voor de reformatie was gewijd.
In het priesterkoor hangen drie gebrandschilderde ramen uit 1902, die door Jos Tonnaer zijn ontworpen.

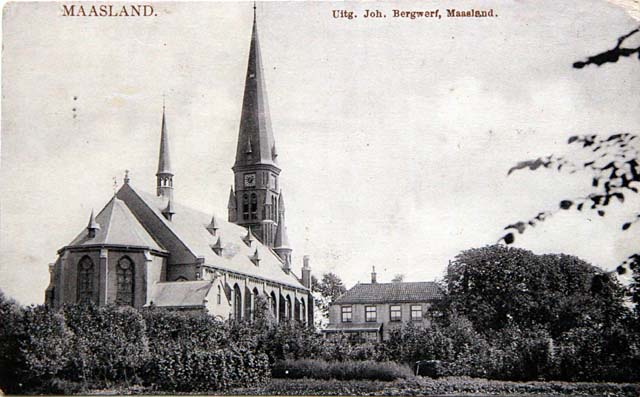
De kerk in 1910